# Zang Cailing
Zang Cailing (en chino simplificado, 臧蔡灵; Dalian, China; 18 de mayo de 1954) es un exfutbolista de China que jugaba en la posición de defensa.

## Carrera

### Club
| Periodo   | Club                    |
| --------- | ----------------------- |
| 1972–1975 | Dalian Mining Plant     |
| 1975–1977 | Air Force Football Team |
| 1984–1985 | Bayi Football Team      |
| 1985–1986 | Dalian FC               |

### Selección nacional
Jugó para China de 1980 a 1982 con la que jugó 23 partidos sin anotar goles, participó en la Copa Asiática 1980, en la Clasificación de AFC y OFC para la Copa Mundial de Fútbol de 1982 y en los Juegos Asiáticos de 1982.